# 本田正寛
本田 正寛（ほんだ まさひろ、1943年9月13日 -  ）は、日本の銀行家。

## 来歴・人物
福岡県出身。1966年に慶應義塾大学経済学部を卒業し、同年に福岡相互銀行(のちの福岡シティ銀行)に入行。1990年6月に取締役に就任し、1996年6月に常務、2002年6月に専務を経て、2003年6月に頭取に就任。2004年10月から2014年6月までに西日本シティ銀行会長を務めた。